# Андорра (пьеса)
«Андорра» (нем. Andorra) — пьеса, написанная швейцарским драматургом Максом Фришем в 1961 году. Первоначальный текст взят из прозаического очерка, который Фриш написал в своём дневнике и озаглавил его «Der andorranische Jude» (Андоррский еврей). Андорра в пьесе Фриша вымышленная и не представляет настоящее государство Андорра, расположенное на границе Испании и Франции. Фриш заявлял, что название «Андорра» было задумано только как рабочее название, но позже ему понравилось использовать термин «андорранцы» и он сохранил название для финального варианта всей пьесы.
В Германии «Андорра» остаётся одной из самых известных пьес Фриша.

## Драматическая техника

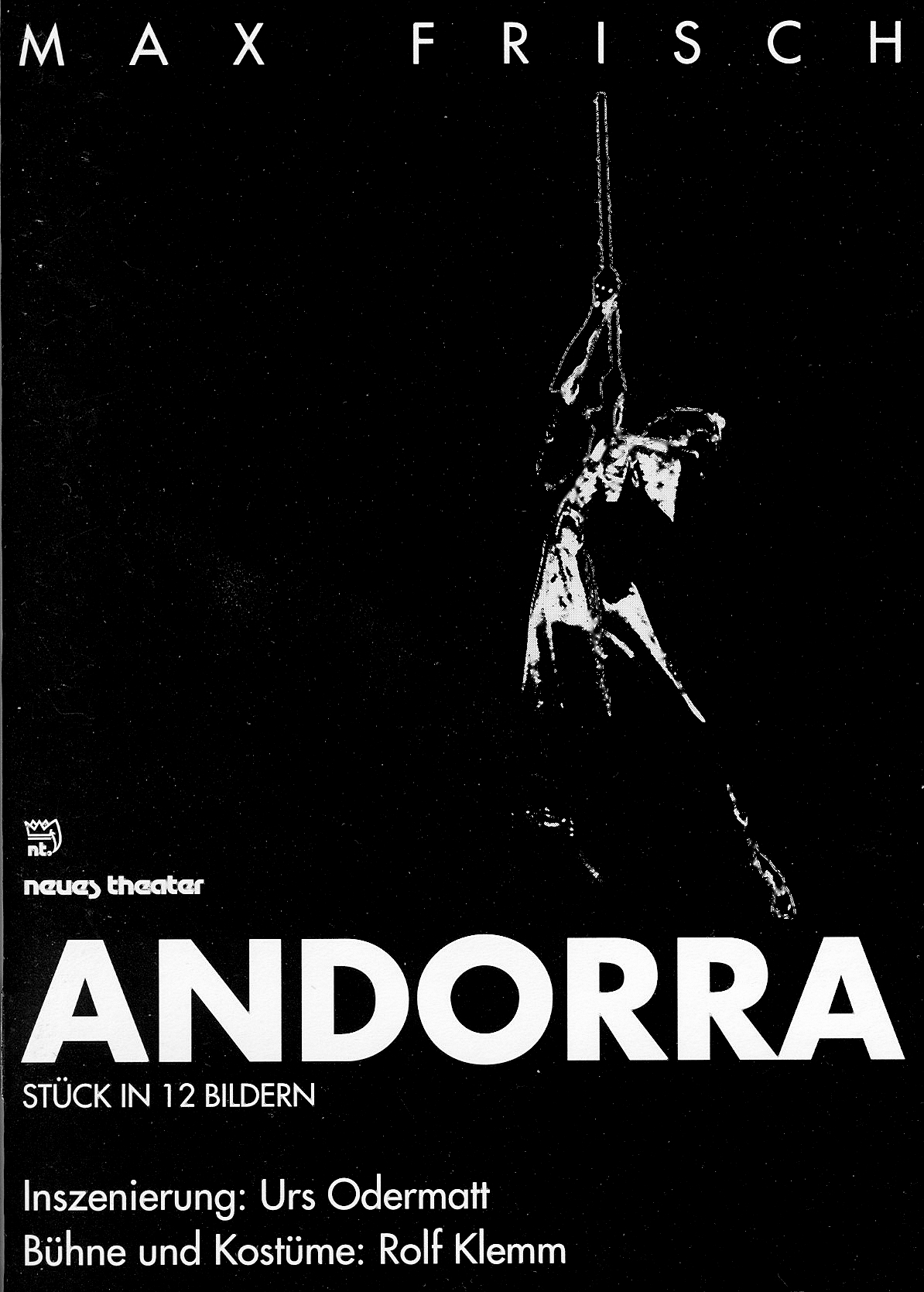
Афиша постановки пьесы «Андорра» в немецком Халле (реж. Urs Odermatt) в 1993 году

«Андорра» является примером эпического театра (в отличие от классического театра), который был популяризирован Бертольдом Брехтом в начале XX века. Целью эпического театра является заставить аудиторию задуматься над важными вопросами и идеями, показанными в пьесе, так чтобы зрители смогли сформировать своё собственно рациональное мнение, будучи активными критическими наблюдателями.
Фриш использует т. н. «Verfremdungseffekt», эффект отчуждения, на протяжении всего произведения с целью отдалить зрителей от происходящего для того, чтобы они сами могли размышлять над затрагиваемыми в произведении темами, а не просто погружаться в сюжет. Фриш использует эти приёмы, поскольку хотел создать драматическую ситуацию, когда персонаж ошибочно принимается за еврея, хотя на самом деле он таковым не является. Все персонажи и события в пьесе подчиняются этой центральной идее произведения.

### Эффект отчуждения в «Андорре»
- Большинство персонажей (за исключением Андри, Барблина и, возможно, Учителя) являются одномерными стереотипами, лишенными большинства личностных качеств, поскольку они присутствуют в пьесе исключительно для дальнейшего развития сюжета (например, Хозяин, который, как предполагается, бросает камень, который убивает Сеньору), или чтобы продемонстрировать примеры предубеждений (например, Карпентер заставляет Андри работать с деньгами). В противном случае их личность совершенно не важна для сюжета, и это только будет отвлекать внимание зрителей от того, что важно, если бы у этих персонажей была [раскрытая] личность.
- У большинства персонажей даже нет имён, вместо этого Фриш изображает их представителями определённых профессий, например, Хозяин (человек, который сдаёт жилье в наём). Изображаются только определённые черты, те, которые важны для развития сюжета, как, например, недалёкость Доктора.
- «Андорра» не разделена на сцены, как произведение классического театра. Вместо этого, она поделена на «картины» (нем. Bilder) различной длины и структуры.
- Между «картинами» есть т. н. «Vordergrundszenen» (передние сцены), где один персонаж стоит в т. н. «коробке свидетеля» и совершает т. н. «признание» для воображаемого суда (хотя все кроме Священника утверждают, что они невиновны). Эти сцены разрушают действие и напряжение, таким образом давая зрителям время обдумать увиденное.
- Напряжение в пьесе рассеивается, так как два самых больших потрясения представляются зрителю в самом начале: Хозяин в своих «исповедях» говорит, что Андри на самом деле сын Учителя, и неоднократно подчеркивается, что с Андри случится что-то плохое.

## Темы, затрагиваемые в произведении
Пьеса была написана через 15 лет после окончания Второй мировой войны и является скорее исследованием культурных предрассудков, чем осмыслением войны. Однако это касается не только предрассудков: персонажи пьесы могут многое выиграть от того, что Андри был евреем: Учитель смог представить себя Добрым Самарянином, Солдат может получить Барблина, Плотник может заработать деньги; даже священник может продемонстрировать свою христианскую симпатию к постороннему. Мотив побелки, с которого начинается и заканчивается спектакль, указывает на лицемерие в качестве центральной темы.
Другая повторяющаяся тема — обувь людей, и как она представляет роли, назначенные её владельцам. Эта идея, вероятно, была вдохновлена фразой «поставить себя на место другого» (на английском и немецком языках эта фраза дословно звучит как: представить кого-то в чьей-то обуви). В конце спектакля ботинки Андри остаются на сцене; Барблин просит других персонажей не трогать их, пока он не вернется, хотя зрителю известно, что Андри уже мертв.

## В кинематографе
- «Andorra», 1976 год. Реж. Diagoras Chronopoulos и Dimitris Papakonstadis.